# Закі Вендженс
Захарі Джеймс Бейкер (англ. Zachary James Baker), відоміший під вигаданим ім'ям Закі Вендженс (англ. Zacky Vengeance) — ритм-гітарист американської групи Avenged Sevenfold.

## Біографія
Приставку «Vengeance» (від англ. «Помста») до свого імені він отримав саме тому, що хотів помститися всім тим людям, які сумнівалися в його успіху. Також він придумав кличку Джонні Крайст, бас-гітариста групи, на честь Джона Крайста, гітариста групи Danzig.
В офіційному DVD групи All Excess було сказано, що Закі створив групу MPA, що розшифровується як Mad Porno Action. Оскільки це була недобра ідея, він з M. Shadows організував групу (деякий час вона називалася Successful Failure) Avenged Sevenfold. Він придумав абревіатуру «A7X» і всю атрибутику групи.
Попри те, що Закі — лівша, першим його інструментом була праворука гітара. Батьки купили її на тринадцятий день народження. Він вчився грати, перевернувши інструмент під ліву руку, дивився, як грають його улюблені групи, і повторював за ними, як міг. Закі читав кожен випуск Guitar World від першої до останньої сторінки, вчив табулатури, і дивився як їх грають майстри своєї справи. Улюблені групи Закі — це Pantera , Metallica , Elixir і Guns'N'Roses.
У коледжі він професійно займався бейсболом, і якби не Avenged Sevenfold, Закі був би професійним бейсболістом.

## Особисте життя
Зак започаткував лінію одягу під брендом «Vengeance University». Під цим бренжом випускаються футболки, толстовки і ремені. Більшість, якщо не всі речі, що виходять під брендом «Vengeance University» маркуються фірмовим лого «6661» і «VU». У нього є сестра Зіна Пачето (до шлюбу Бейкер). У його сестри є діти, Джіан і Гевін. У Закі є брат — Метт Бейкер, він грає в групі The Dear & Departed. Зустрічається з Дженою Паулус (англ. Gena Paulhus), з якою Зак з'являється на різних заходах.

## Цікаві факти
- Закі лівша, але його перша гітара — класична, праворука.
- У нього є собака яку звуть Ichabod Crane Vengeance.
- Придумав абревіатуру A7X.
- Випускає моделі проектованих гітар.
- Обожнює фільми жахів і все що з ними пов'язане.